# Sugababes
Die Sugababes sind eine aus London stammende britische Pop-Girlgroup, deren ursprüngliche Besetzung sich 1998 formierte.
Die Gruppe wurde von Keisha Buchanan, Mutya Buena und Siobhán Donaghy gegründet. Nach dem ersten Album und dem Top-Ten-Hit Overload verließ Donaghy im Jahr 2001 die Gruppe aufgrund von Streitigkeiten mit Management und Bandmitgliedern. Mit dem Einstieg von Heidi Range gelang der Band 2002 der endgültige kommerzielle Durchbruch mit ihrer ersten Nummer-eins-Single Freak Like Me.
Nachdem 2005 auch Buena und 2009 Buchanan die Gruppe verlassen hatten, bestand die Band aus Heidi Range, Amelle Berrabah und Jade Ewen, womit kein Gründungsmitglied mehr an dem Projekt beteiligt war. Diese Besetzung trennte sich Ende 2011, was aber erst im Sommer 2013 bekannt wurde.
Seit 2012 musizieren die drei ursprünglichen Mitglieder Buchanan, Donaghy und Buena wieder gemeinsam, aufgrund rechtlicher Angelegenheiten den Bandnamen betreffend zunächst als Mutya Keisha Siobhan, ab 2019 auch wieder als Sugababes.

## Bandgeschichte

### 1998–2001: Gründung undOne Touch
1998 entschieden sich die Freundinnen Keisha Buchanan, Mutya Buena und Siobhán Donaghy zur Gründung einer Girlband. Sie bekamen Kontakt zu Cameron McVey, zu dem Zeitpunkt Manager der All Saints, der den damals vierzehnjährigen Mädchen innerhalb weniger Monate zu einem Plattenvertrag mit London Records verhalf.
Wenig später begann das Trio mit den Aufnahmen an ihrem Debütalbum. Im September 2000 erschien mit Overload die erste Single aus dem Album One Touch. Der Song, der von den Kritikern gelobt wurde, entwickelte sich zu einem europaweiten Top-Ten-Erfolg. So erreichte er Platz 3 in Deutschland und Österreich sowie Platz 5 in der Schweiz und Platz 6 im Vereinigten Königreich. Die dritte Single des Albums, Run for Cover, konnte sich ebenfalls in den internationalen Charts platzieren. Die zweite Single New Year, die Platz 12 erreichte, sowie die vierte und letzte Single Soul Sound mit Höchstplatzierung auf Rang 30 wurden nur in Großbritannien veröffentlicht.
Weil die Chartplatzierungen von Album und Singles nicht den Erwartungen der Plattenfirma entsprach, lösten sie den Vertrag mit der Band im Herbst 2001 auf. Etwa zur gleichen Zeit beschloss Donaghy, die Band aus persönlichen Gründen zu verlassen.

### 2002–2004: Zweite Besetzung,Angels with Dirty FacesundThree

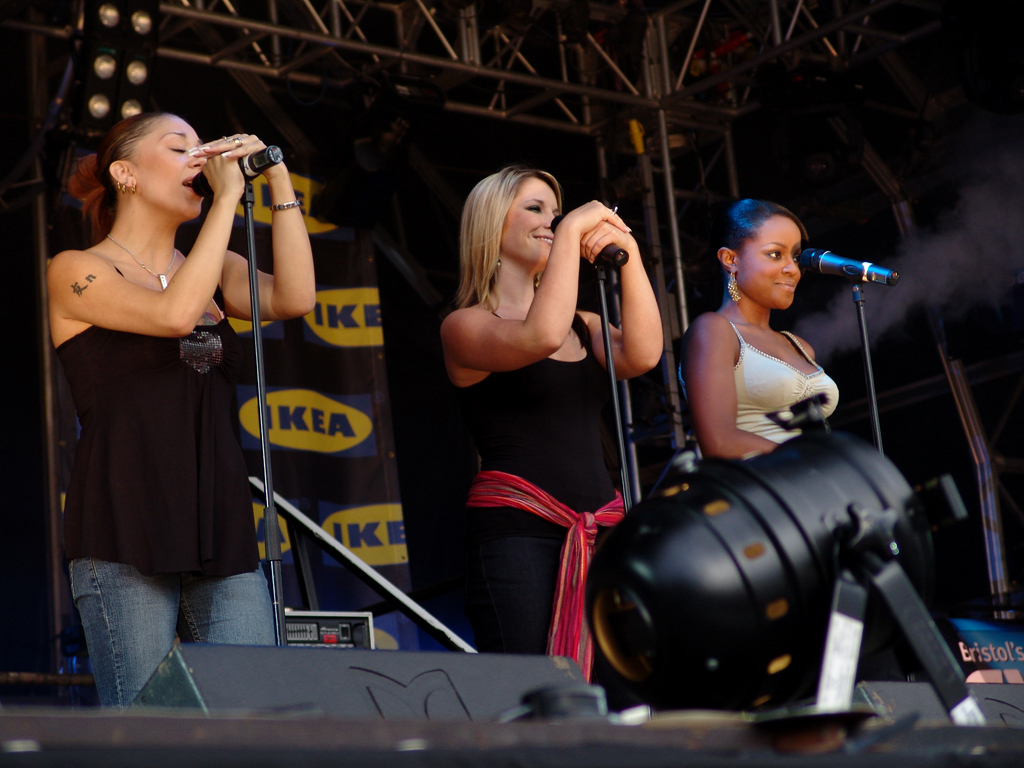
Zweite Besetzung: Buena, Range und Buchanan in Bristol (2005)

Anfang 2002 ersetzte das Atomic-Kitten-Gründungsmitglied Heidi Range aus Liverpool Donaghy. Die neue Besetzung unterzeichnete infolgedessen einen Vertrag mit Island Records und begann mit den Studioaufnahmen zu ihrem neuen Album Angels with Dirty Faces. Die erste Single Freak like Me wurde im Frühjahr 2002 vorab veröffentlicht. Der Song wurde von Richard X produziert und ist ein Mash-up-Song, bestehend aus dem Instrumental von Are Friends Electric? von Gary Numan und Tubeway Army sowie den Lyrics des Songs Freak like Me von Adina Howard. Er stieg sofort auf Platz 1 der britischen Single-Charts ein und festigte den Erfolg der neuen Besetzung.
Mit dem zweiten Nummer-eins-Hit Round Round, der Doppel-A-Single Stronger/Angels with Dirty Faces und dem Teilcover Shape (ursprünglich von Sting) erschienen bis Anfang 2003 drei bzw. vier weitere internationale Top-Ten-Erfolge. Das Album erreichte derweil die Top 20 der deutschen, österreichischen und schweizerischen Albumcharts und verkaufte allein in Großbritannien mehr als 700.000 Einheiten. Damit ist es das bis heute am häufigsten verkaufte Album der Band.
Noch im Herbst desselben Jahres veröffentlichte die Band ihr drittes Studioalbum Three. Mit der von Xenomania produzierten ersten Single Hole in the Head landeten die Sugababes im Oktober 2003 ihren dritten Nummer-eins-Erfolg im Vereinigten Königreich und Irland. In Deutschland erreichte der Song Platz 9, sowie Platz 5 in Österreich und Platz 8 in der Schweiz. Mit der von Diane Warren komponierten Ballade Too Lost in You, einem Cover der französischen Sängerin Patricia Kaas, steuerte die Band den Titelsong für die britische Romantikkomödie Tatsächlich… Liebe bei. Der Titel erreichte im Dezember 2003 sowohl in Großbritannien, der Schweiz, Norwegen, den Niederlanden aber auch in Taiwan und in China die Top Ten.
Bis Mitte 2004 erschienen mit In the Middle und Caught in a Moment zwei weitere Singles aus Three. Die Band beschloss, danach eine längere Pause einzulegen, da Mutya Buena schwanger war. Sie waren nach über einem Jahr erstmals wieder im Juli 2005 gemeinsam auf der Bühne des Edinburgher Live-8-Konzertes zu sehen. Nach der Geburt ihrer Tochter im März 2005 begann das Trio mit der Arbeit an ihrem nächsten Album.

### 2005:Taller in More Waysund zweiter Line-up-Wechsel

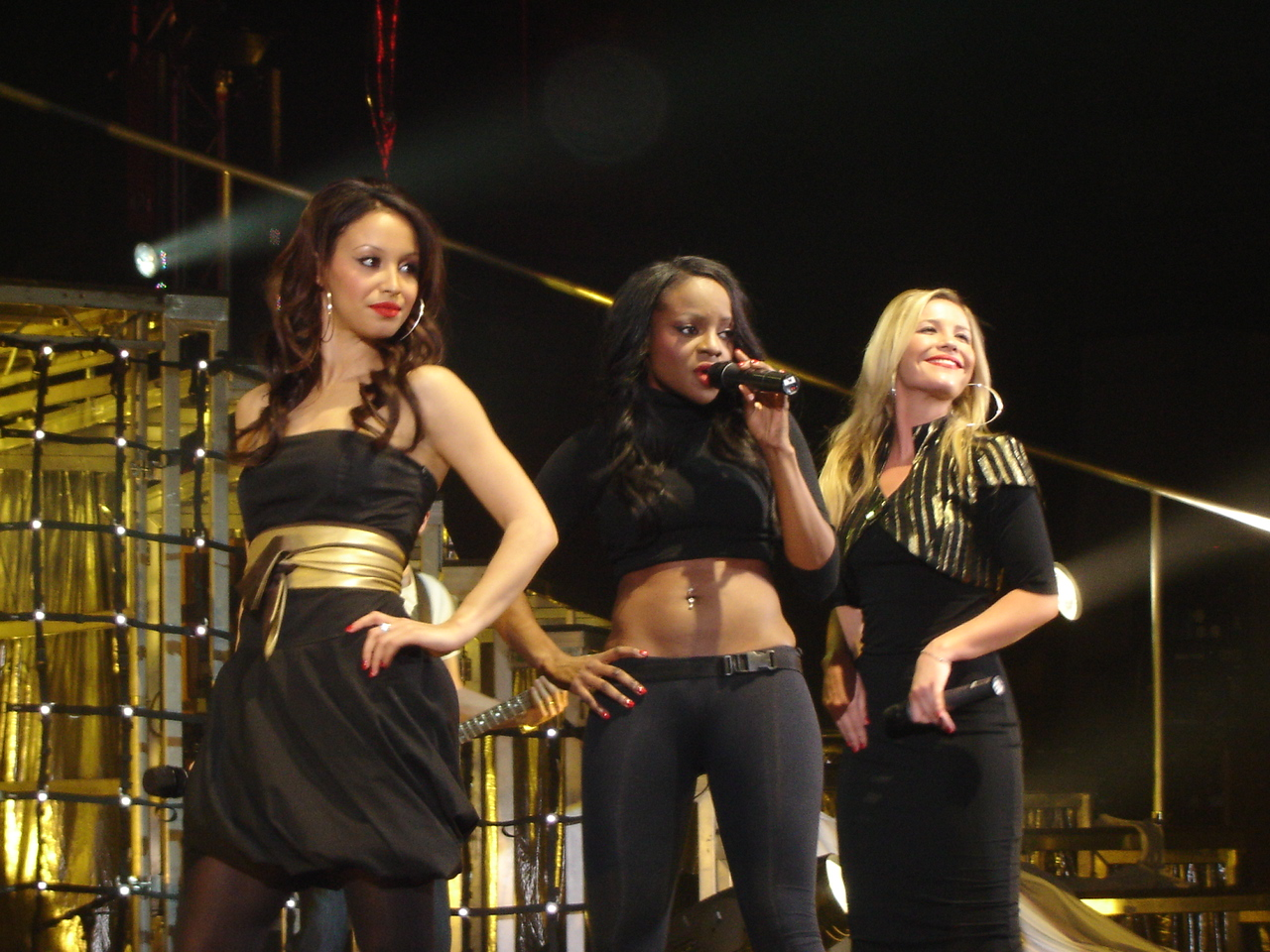
Dritte Besetzung: Berrabah, Buchanan und Range (2006)

Im Oktober 2005 erschien mit Taller in More Ways das vierte Album der Band. Die von Dallas Austin geschriebene und produzierte erste Auskopplung Push the Button ist die bisher erfolgreichste Single der Sugababes. Im Vereinigten Königreich, Österreich sowie in Irland und Neuseeland erreichte der Song Platz 1, während er in Deutschland bis auf Platz 2 und in der Schweiz auf Platz 3 stieg.
Mit Ugly folgte eine weitere Austin-Produktion, bevor Gründungsmitglied Buena Ende Dezember 2005 ihr Ausscheiden aus der Band bekannt gab. Ihren Platz nahm Amelle Berrabah ein, die Range und Buchanan schon im Frühjahr 2006 zusammen mit Take That auf Tournee begleitete. Daraufhin entschied man sich zur Neuveröffentlichung von Taller in More Ways, auf dem Berrabah in vier Songs zu hören ist. Die erste gemeinsame Single mit Berrabah, der von Xenomania produzierte Song Red Dress, wurde ein weiterer Top-Ten-Erfolg. Die vierte Single des Albums, Follow Me Home, wurde hingegen nur im Vereinigten Königreich veröffentlicht und erreichte Platz 32 der Charts, welches die bisher schlechteste Single-Platzierung der Band ist.

### 2006:Overloaded: The Singles Collection
Zum Anfang 2006 erschienenen Album Hello Waveforms des britischen Klangkünstlers William Orbit steuerten die Sugababes, allerdings noch in der alten Besetzung mit Buena, gemeinsam mit dem äthiopisch-US-amerikanischen Sänger Kenna den Gesangspart des Titels Spiral bei.
Am 10. November 2006 wurde mit Overloaded: The Singles Collection das erste Best-Of-Album der Band veröffentlicht. Dieses wurde zu einem kleineren Erfolg und erreicht in Großbritannien Platz 3. Die daraus veröffentlichte Single Easy erreichte Platz 8 im Vereinigten Königreich. Gleichzeitig zum Album erschien eine DVD desselben Namens, die neben den Musikvideos der bisher veröffentlichten 14 Singles Karaoke-Versionen sowie Live-Auftritten und eine Download-Remix-Kollektion mit dem Titel Overloaded: The Remix Collection, eine Napster-Live-Session sowie das Primal Screams Cover Rocks enthält.
Zusammen mit Girls Aloud nahmen die Sugababes den Song Walk This Way, eine Coverversion des Duetts von Aerosmith und Run-D.M.C., für die Kinderhilfsorganisation Comic Relief auf. Die Single stieg auf Anhieb auf Platz 1 der britischen Charts.

### 2007–2008:ChangeundCatfights and Spotlights

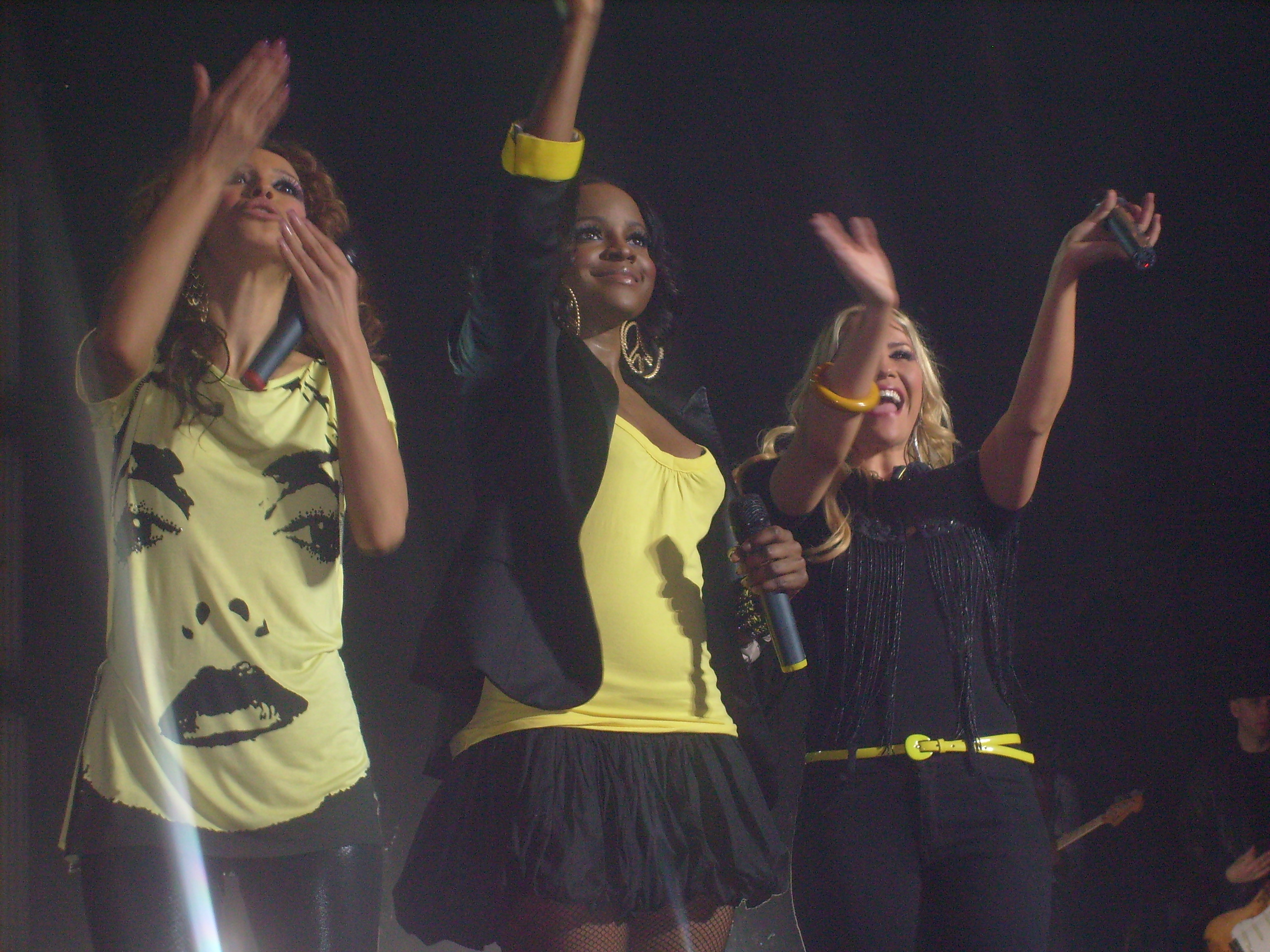
Die dritte Sugababes-Besetzung im April 2008 auf der Change Tour, ihrer bisher größten Tournee

Am 8. Oktober 2007 erschien das fünfte Album Change, als erstes Album, bei dem Berrabah in allen Songs zu hören ist. Als erste Single erschien About You Now. Im Vorfeld präsentierten die Sugababes auch die Lieder Denial und Change. Die Sugababes erreichten mit About You Now in Großbritannien ausschließlich durch Downloads Platz 1. Die Single war im Vereinigten Königreich 4 Wochen auf Platz 1 und konnte damit Push the Button (3 Wochen) übertreffen. Sie standen gleichzeitig in den Single-, Album- und Download-Charts auf Platz 1 und sind bisher die einzigen weiblichen Künstler, die dies zweimal schafften (zuvor mit Push the Button und dem Album Taller in More Ways). Die Nachfolgesingle Change erreicht in Großbritannien Platz 13, sowie Platz 32 in Deutschland. Der Song Denial wurde für die Sugababes „Starcollection“ bei Deichmann verwendet. Während er Platz 15 im Vereinigten Königreich erreichte, landete der Song in Deutschland auf Platz 11, in der Schweiz auf der 14 und in Österreich auf Platz 4.
Direkt nach dem Ende der Change-Tour gingen die Sugababes wieder ins Studio, da sie die Möglichkeit hatten, mit neuen Produzenten zu arbeiten. Die Mitglieder beschreiben das Album als „milder und reifer“ mit einem stärkeren Fokus auf die Stimmen der Bandmitglieder. Das sechste Studioalbum mit dem Namen Catfights and Spotlights wurde in Großbritannien im Oktober 2008 veröffentlicht. Das Album stieg dort bis auf Platz 8, konnte aber in keinem anderen Land die Charts erreichen. Als Singles wurden ausschließlich in Großbritannien Girls und No Can Do veröffentlicht, wo sie Platz 3 bzw. Platz 23 erreichten.

### 2009–2011: Viertes Line-up undSweet 7
Statt einer Tour für das vorangegangene Album begann die Band im Frühjahr 2009 in Amerika mit den Arbeiten an ihrem nächsten Album. Sie unterzeichneten einen Plattenvertrag mit Jay-Zs Plattenfirma Roc Nation. Aus der Arbeit mit diesem Plattenlabel sollte das siebte Studioalbum entstehen.
Ende September 2009 wurde bekannt gegeben, dass nach Streitigkeiten in der Band das letzte verbleibende Gründungsmitglied Keisha Buchanan durch Jade Ewen ersetzt wurde. Buchanan äußerte auf ihrem Twitter-Account, dass dieser Schritt nicht freiwillig erfolgte. Später wurde bekannt, dass dies eine Entscheidung des Managements gegen den Willen Buchanans war, da sowohl Range als auch Berrabah die Band verlassen wollten. Beide sagten aus, mit Buchanan nicht länger zusammenarbeiten zu können.
Die erste Single aus dem Album Sweet 7, Get Sexy, wurde in Großbritannien am 31. August 2009 veröffentlicht und stieg bis auf Platz 2. In Deutschland erreichte die Single nur Platz 41. Get Sexy ist die letzte Single auf der Keisha Buchanan noch zu hören ist. Die beiden nachfolgenden Singles, About a Girl und Wear My Kiss, wurden in der neuen Besetzung mit Jade Ewen veröffentlicht. Beide konnten sich in den britischen Top Ten platzieren. Das Album, bei dem Ewen die Gesangsparts von Buchanan neu aufnahm, erreichte Platz 14 der Albumcharts, die schlechteste Platzierung eines Albums seit dem Debütalbum. Die deutsche Veröffentlichung erfolgte am 26. März 2010.
Im März 2010 meldete die BBC, dass Buena als Gründungsmitglied Klage gegen die Nutzung des Namens „Sugababes“ eingereicht hatte. Ihrer Meinung nach existiere die Band nicht mehr ohne ein Gründungsmitglied. Sie gewann daraufhin 2011 eingeschränkte Rechte an dem Namen. Der Name darf künftig von Buena für die Vermarktung bestimmter Gegenstände, wie Produkte aus Pappe und Papier, verwendet werden. Die Band darf sich weiterhin Sugababes nennen.
Am 11. April 2010 wurden in Großbritannien zwei weitere Alben veröffentlicht, welche ausschließlich B-Seiten enthielten, The Best of the B’s und The Complete B’s.
Im Juli 2011 wurde bekannt, dass die Sugababes Island Records verlassen haben und einen Vertrag über drei Alben bei Sony RCA unterschrieben. Als erste Single des neuen Albums sollte ursprünglich der Song Freedom Ende September 2011 veröffentlicht werden. Allerdings wurde die Veröffentlichung weniger als eine Woche vor dem geplanten Termin abgesagt und der Song von der Band für die Fans kostenlos zum Download bereitgestellt.

### Seit 2012: Trennung, Soloprojekte und Wiedervereinigung des ersten Line-ups
Anfang 2012 sagte Heidi Range in einem Interview, dass die Sugababes sich nicht trennen würden, aber im Moment keine weiteren Veröffentlichungen geplant seien. Stattdessen würden alle drei Mitglieder sich um eigene Projekte kümmern. So nahm Range an der britischen Fernsehshow Dancing on Ice teil und war 2014 im Musical Happy Day zu sehen, während sowohl Amelle Berrabah als auch Jade Ewen derzeit an Material für ein Soloalbum arbeiten würden. Nachdem im August 2013 die offizielle Homepage der Band stillgelegt wurde, enthüllte Jade Ewen am 5. September 2013 in einem Interview mit Digital Spy, dass die Band sich bereits Ende 2011 aufgelöst hatte.
Am 20. Juli 2012 wurde über Siobhan Donaghys Twitter-Account sowie über die Musikwebseite Popjustice bekanntgegeben, dass sich die Gründungsmitglieder der Sugababes wiedervereint haben und unter dem Namen Mutya Keisha Siobhan Musik veröffentlichen werden. Die Band arbeitete ab dem Zeitpunkt an neuem Material. Am 6. September 2013 wurde der Song Flatline veröffentlicht, der jedoch nur Platz 50 in den britischen Charts erreichte. Im November 2013 folgte die Sacred-Three-Tour mit 6 Konzerten in Großbritannien.
2019 wurde bekannt, dass die Mitglieder den originalen Bandnamen wiedergewonnen haben und ab diesem Zeitpunkt ihre Musik wieder als Sugababes veröffentlichen werden. Im selben Jahr nahmen Buena, Buchanan und Donaghy den Titel Flowers (DJ Spoony feat. Sugababes) auf. Dieser wurde auf DJ Spoonys Garage Classical-Album im Oktober 2019 als Albumtrack veröffentlicht. Ursprünglich für 2020 geplant, aber aufgrund der COVID-19-Pandemie verschoben, wurde am 1. Oktober 2021 eine neu aufgelegte Version ihres Debütalbums One Touch veröffentlicht, um das 20-jährige Jubiläum der Erstveröffentlichung zu feiern. Das Album erreichte im UK Platz 18, womit es eine bessere Platzierung erzielte als bei der ursprünglichen Veröffentlichung.
Nach mehreren Auftritten auf diversen Festivals im Sommer 2022 (unter anderem Mighty Hoopla und dem Glastonbury Festival) folgte im Herbst 2022 eine Tour in Großbritannien. Am 24. Dezember 2022 veröffentlichte die Band ohne große Vorankündigung das Album The Lost Tapes online auf allen Streaming-Plattformen als Geschenk an ihre Fans. Dieses besteht aus 13 überarbeiteten Songs, die die Band bereits 2013 aufnahm, aber bisher nicht veröffentlicht hatte. Das Album erreichte Platz 2 der Download-Charts, konnte sich aber aufgrund fehlender physischer Veröffentlichung nicht in den offiziellen Top 100 Albumcharts platzieren. Am 31. Dezember 2022 folgte die Deluxe-Version mit 3 zusätzlichen Songs.
Am 9. Juli 2025 veröffentlichten die Sugababes die Single Shook.

## Diskografie
Studioalben

| Jahr | Titel                    | Höchstplatzierung, Gesamtwochen, AuszeichnungChartplatzierungen (Jahr, Titel, Platzierungen, Wochen, Auszeichnungen, Anmerkungen) | Höchstplatzierung, Gesamtwochen, AuszeichnungChartplatzierungen (Jahr, Titel, Platzierungen, Wochen, Auszeichnungen, Anmerkungen) | Höchstplatzierung, Gesamtwochen, AuszeichnungChartplatzierungen (Jahr, Titel, Platzierungen, Wochen, Auszeichnungen, Anmerkungen) | Höchstplatzierung, Gesamtwochen, AuszeichnungChartplatzierungen (Jahr, Titel, Platzierungen, Wochen, Auszeichnungen, Anmerkungen) | Höchstplatzierung, Gesamtwochen, AuszeichnungChartplatzierungen (Jahr, Titel, Platzierungen, Wochen, Auszeichnungen, Anmerkungen) | Anmerkungen                                                                           |
| Jahr | Titel                    | DE | AT | CH | UK | US | Anmerkungen                                                                           |
| ---- | ------------------------ | --- | --- | --- | --- | --- | ------------------------------------------------------------------------------------- |
| 2000 | One Touch                | DE7 (19 Wo.)DE | AT6 (16 Wo.)AT | CH8 (17 Wo.)CH | UK18 Gold · (22 Wo.)UK | — | Erstveröffentlichung: 27. November 2000 Verkäufe: + 100.000                           |
| 2002 | Angels with Dirty Faces  | DE13 (25 Wo.)DE | AT19 (6 Wo.)AT | CH13 Gold · (26 Wo.)CH | UK2 ×3Dreifachplatin · (44 Wo.)UK                                                                                                 | — | Erstveröffentlichung: 26. August 2002 Verkäufe: + 1.000.000                           |
| 2003 | Three                    | DE10 Gold · (28 Wo.)DE | AT21 (14 Wo.)AT | CH9 Gold · (25 Wo.)CH | UK3 ×2Doppelplatin · (41 Wo.)UK                                                                                                   | — | Erstveröffentlichung: 27. Oktober 2003 Verkäufe: + 1.010.000                          |
| 2005 | Taller in More Ways      | DE11 Gold · (26 Wo.)DE | AT5 Gold · (18 Wo.)AT | CH6 Gold · (29 Wo.)CH | UK1 ×2Doppelplatin · (38 Wo.)UK                                                                                                   | — | Erstveröffentlichung: 7. Oktober 2005 Verkäufe: + 1.007.500                           |
| 2007 | Change                   | DE33 (5 Wo.)DE | AT32 (5 Wo.)AT | CH14 (7 Wo.)CH | UK1 Platin · (40 Wo.)UK | — | Erstveröffentlichung: 8. Oktober 2007 Verkäufe: + 315.000                             |
| 2008 | Catfights and Spotlights | — | — | — | UK8 Gold · (14 Wo.)UK | — | Erstveröffentlichung: 20. Oktober 2008 Verkäufe: + 100.000                            |
| 2010 | Sweet 7                  | — | — | CH92 (1 Wo.)CH | UK14 (3 Wo.)UK | — | Erstveröffentlichung: 15. März 2010                                                   |
| 2022 | The Lost Tapes           | — | — | — | — | — | Erstveröffentlichung: 24. Dezember 2022 Verfügbar nur online auf Streamingplattformen |